# Cueva de Altxerri
La cueva de Altxerri (en euskera: Altxerriko leizea o Altxerriko koba) está situada dentro del término municipal de Aya (Guipúzcoa) en el País Vasco (España). 
En la gruta original se conservan pinturas rupestres y grabados que han sido datados en el periodo Magdaleniense Superior final, dentro del Paleolítico Superior; las pinturas situadas en una galería superior, conocida como Altxerri B, han sido datadas en un estudio de 2013 como las pinturas rupestres más antiguas en Europa, con una edad estimada de 39 000 años.
Su estilo artístico forma parte de la denominada escuela franco-cantábrica, caracterizada por el realismo de las figuras representadas.
Altxerri es uno de los grandes conjuntos de grabados del Cantábrico. Posee alrededor de ciento veinte grabados, de los cuales noventa y dos son de animales. El bisonte es el animal más representado, con un total de cincuenta y tres grabados. Otros animales presentes en la cueva son el reno con seis grabados, cuatro ciervos y cabras, tres ejemplares de caballos y uros, dos saigas, un glotón, zorro, liebre o un ave.
Fue declarada Patrimonio de la Humanidad en 2008, junto con otras 16 cuevas situadas en el norte de España, como parte del conjunto conocido como «Cueva de Altamira y arte rupestre paleolítico de la cornisa cantábrica».

## Localización
La cueva de Altxerri se ubica en el término municipal de Aya, Provincia de Guipúzcoa (País Vasco). Sin embargo, la cueva se encuentra más cerca del pueblo costero de Orio, de cuyo casco urbano apenas dista 1 km, que del propio casco urbano de Aya, situado a algo más de 3,5 km.
Para llegar a Altxerri hay que ir en primer lugar al pueblo de Orio, distante 17 km de la capital provincial, San Sebastián. Si se llega desde San Sebastián por la N-634, hay que atravesar el casco urbano, cruzar el río Oria y, siguiendo dirección a Zarauz, desviarse al poco de atravesar el río por la GI-3161. Si se llega desde Bilbao y Zarauz, el desvío de la GI-3161 se realiza justo antes de llegar a Orio. Tras atravesar un polígono industrial y recorrer unas decenas de metros, se llega al caserío Altxerri situado justo al lado de la carretera. La boca de la cueva se encuentra a 100 metros de la carretera y 15 metros sobre el nivel del valle, ascendiendo por la ladera oriental del monte Beobategaña, justo después de atravesar el arroyo Altxerri y detrás del caserío. La entrada de la cueva se abre en un tajo casi vertical de la roca. 
La cueva se encuentra actualmente a 20 metros sobre el nivel del mar y 2,5 km de distancia de la costa, aunque en el periodo magdaleniense el nivel del mar estaba más bajo, por lo que se estima que esta se encontraba a 80 metros sobre el nivel del mar y a 6 km de distancia.

## Historia del descubrimiento

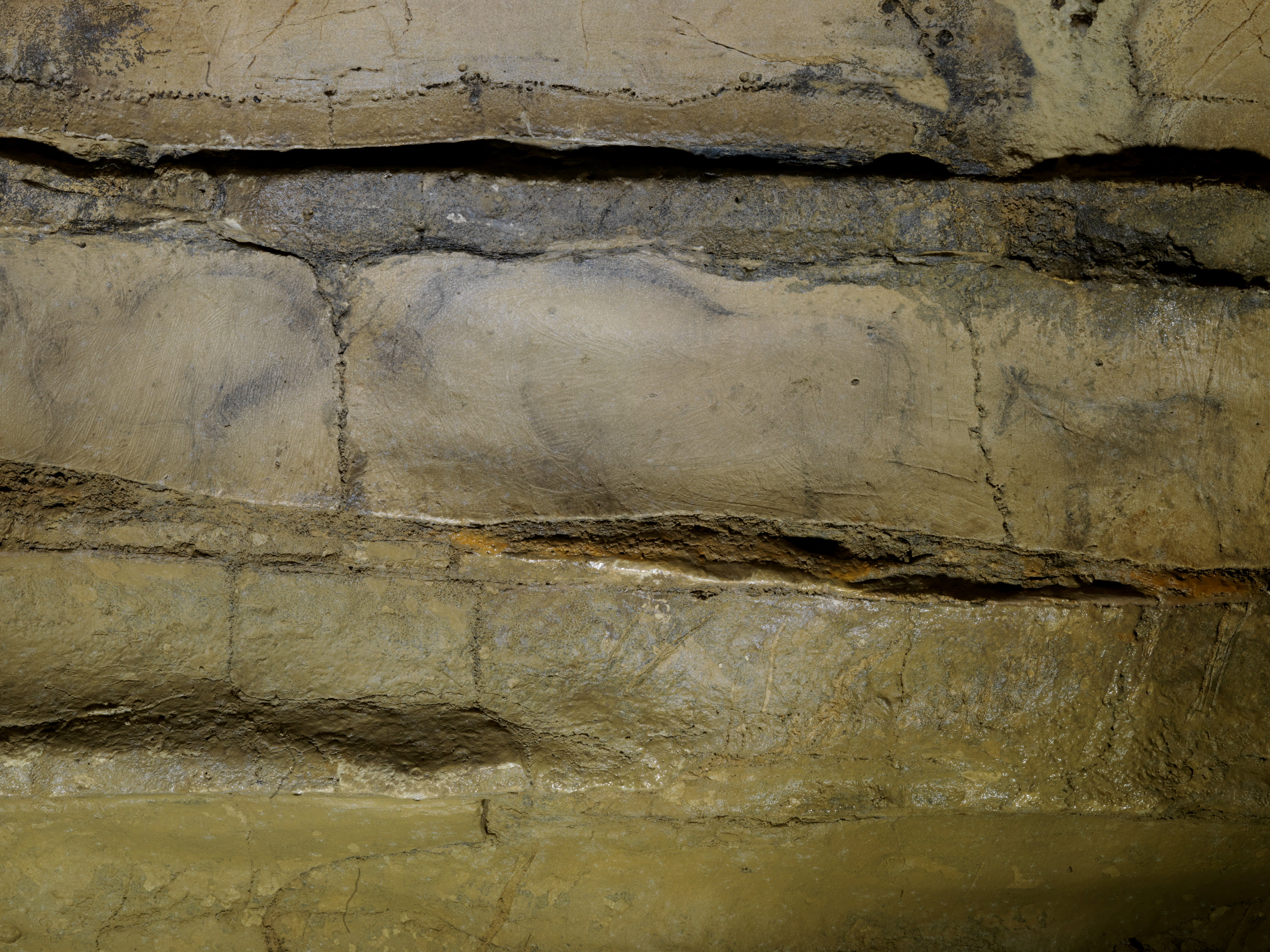
Detalle de la cueva con dos bisontes enfrentados y una cabra

La cueva de Altxerri permaneció cegada y oculta hasta 1956. Ese año se acometieron las obras de construcción de la carretera que une el pueblo de Orio con el barrio de Olaskoegia de Aia. Para aprovisionarse de material para dicha obra, se abrió una cantera provisional en las calizas situadas unas decenas de metros detrás del caserío Altxerri, junto al que pasaba la nueva carretera. En una de las voladuras que se realizaron con dinamita en la cantera se abrió un boquete de un metro de ancho por 80 cm de alto. A través de ese boquete se descubrió una larga y amplia galería excavada en el material calizo que había permanecido oculta durante miles de años. En principio, el descubrimiento de la cueva atrajo únicamente la atención de algunos jóvenes de los pueblos de los alrededores, que fueron los primeros en aventurarse en la cueva. El descubrimiento no tuvo mayor transcendencia. La cantera no fue explotada mucho más después del descubrimiento; como el material obtenido era ya suficiente para concluir la obra, dejaron de hacerse voladuras y la cueva se pudo conservar casi intacta.
En 1962 la noticia de la existencia de simas, que partían de la galería descubierta unos años antes, atrajo a varios miembros de la Sociedad de Ciencias Aranzadi de San Sebastián a acometer una exploración espeleológica de la misma. Fueron los jóvenes Felipe Aranzadi, Javier Migliaccio y Juan Cruz Vicuña, quienes, mientras estaban realizando los preparativos para descender por la sima, observaron unos trazos negros en una pared cercana que formaban la figura de un bisonte. A partir de este primer descubrimiento, los espeleólogos de Aranzadi descubrieron otros grupos de figuras en otros lugares de la cueva. Estos miembros de Aranzadi dieron cuenta de su descubrimiento a José Miguel de Barandiarán, que era el director del Departamento de Prehistoria de Aranzadi. Este insigne antropólogo fue el que certificó la autenticidad del hallazgo, además de hallar otras muchas figuras que habían permanecido ocultas a los inexpertos ojos de los jóvenes espeleólogos. 
Sin embargo, en los años entre 1956 y 1962 las personas que habían accedido a la galería de la cueva, habían dejado escritos en la misma, por lo que hubo que actuar con mucha prudencia para discernir las auténticas pinturas de la contaminación de los últimos años. Antes de hacerse público el descubrimiento arqueológico y como medida de precaución, la entrada de la cueva fue cerrada con una puerta. La cavidad fue bautizada como Cueva de Altxerri, por el nombre del caserío situado en sus inmediaciones.
El primer estudio de las pinturas de la cueva fue encargado a Barandiarán, que publicó en 1964 en la revista Munibe una primera memoria de las figuras encontradas. Barandiaran halló también la entrada natural de la cueva, situada cerca de la entrada abierta artificialmente. La entrada natural estaba cegada por sedimentos y estalagmitas. Esta boca natural se sigue manteniendo tapada hoy en día. Durante estos trabajos, el equipo de Barandiarán practicó una calicata junto a la entrada natural de la cueva, encontrando un yacimiento arqueológico, que fue estudiado. Se realizaron también catas junto a los grupos de figuras, hallándose un raspador y una punta de sílex junto a los grupos de figuras I y II.
En 1976 Jesús Altuna y J.M. Apellániz publicarían un segundo estudio de las pinturas en la misma revista. El libro Ekain y Altxerri - Dos santuarios paleolíticos en el País Vasco, del propio Altuna, está considerado como el principal libro de divulgación publicado sobre esta cueva.
En 1982 se descubrieron dos bisontes dibujados en la base de la sima de 10 metros de profundidad. No se han hallado más dibujos en esa zona. 
La cueva guarda en su interior grabados y pinturas. Los primeros se conservan bien, pero las pinturas se encuentran muy deterioradas debido a la gran humedad de muchas de las paredes. Desde el descubrimiento de las pinturas en 1962, la cueva ha estado cerrada al público y solo se permite el acceso a prehistoriadores que acrediten su condición de investigadores con publicaciones. 
En 2008 la cueva de Altxerri fue declarada Patrimonio de la Humanidad.

## Las figuras de Altxerri

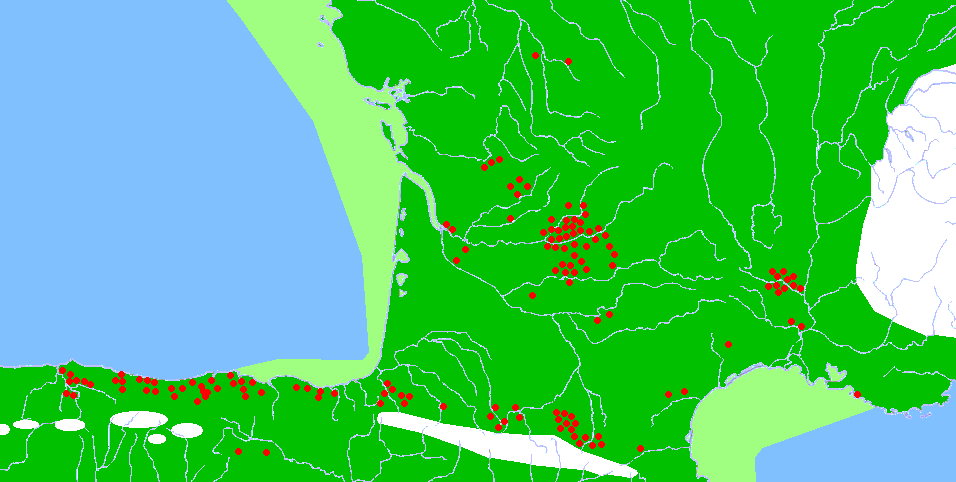
Yacimientos de arte rupestre en el área franco-cantábrica

Las pinturas y grabados de Altxerri están divididos en siete grupos de imágenes y grabados, que ocupan diferentes lugares de la cavidad. Además existen otras pinturas aisladas que no se incluyen en estos grupos.

### Grupo I
Son las figuras más cercanas a la entrada de la cueva. Están en un nicho lateral de la galería principal. Las dos paredes laterales de dicho nicho se encuentran repletas de figuras hasta llegar a medio centenar. Las figuras llegan hasta lo más profundo del nicho, donde hay que acceder persona a persona.
Este grupo suele ser subdividido entre dos subgrupos, Ia y Ib, correspondientes a cada una de las paredes laterales del nicho. En este grupo predominan los grabados frente a los dibujos. Las figuras incluyen animales de muy diverso tipo: bisontes, peces, cabras, saigas, renos, aves, etc.

### Grupo II

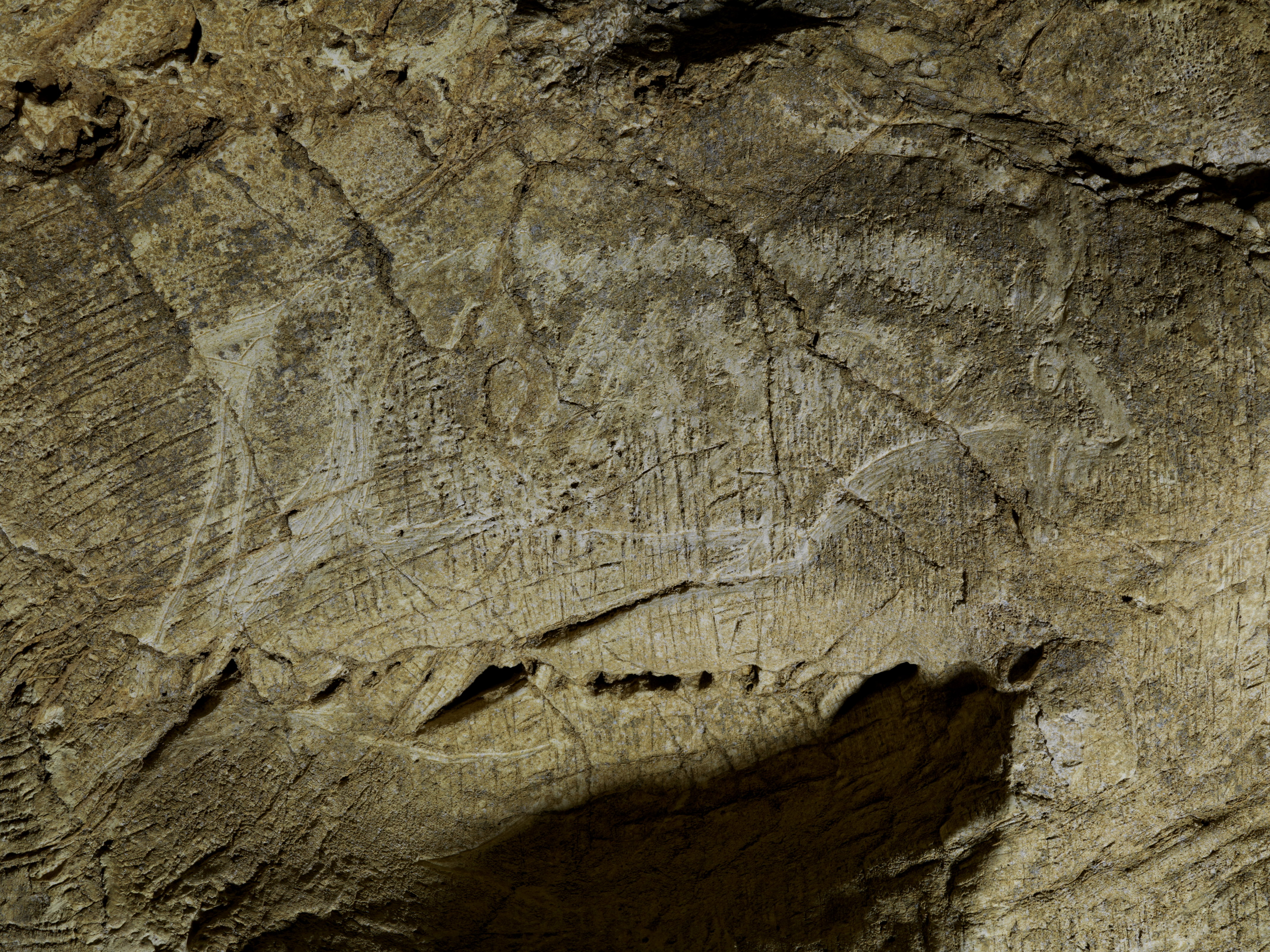
Figura de una cabra montesa

Siguiendo por la galería principal, en la pared izquierda de la misma existe un grupo de figuras en las que predominan los dibujos frente a los grabados. Sin embargo, están en un lugar muy húmedo de la cueva, por lo que la pintura prácticamente se ha borrado y su estado de conservación no es bueno.

### Grupo III
En la pared enfrentada a la del grupo II y en una posición más elevada se encuentran tres figuras. Destaca el dibujo de un bisonte de 40 cm.

### Grupo IV
Siguiendo por la misma galería hay un conjunto de 14 figuras realizadas mediante un grabado muy fino. Resultan muy difíciles de observar y prácticamente imposibles de fotografiar.

### Grupo V
Este grupo contiene siete bisontes, un caballo, una cabra, un sarrio y una figura que posiblemente represente un uro. También hay algunos campos rayados y algún signo.

### Grupo VI
Este grupo consta de cuatro bisontes, cuatro renos, un animal con forma de serpiente y algún signo.

### Grupo VII
Este grupo comprende una cabeza de ciervo y un bisonte.

### Otras figuras

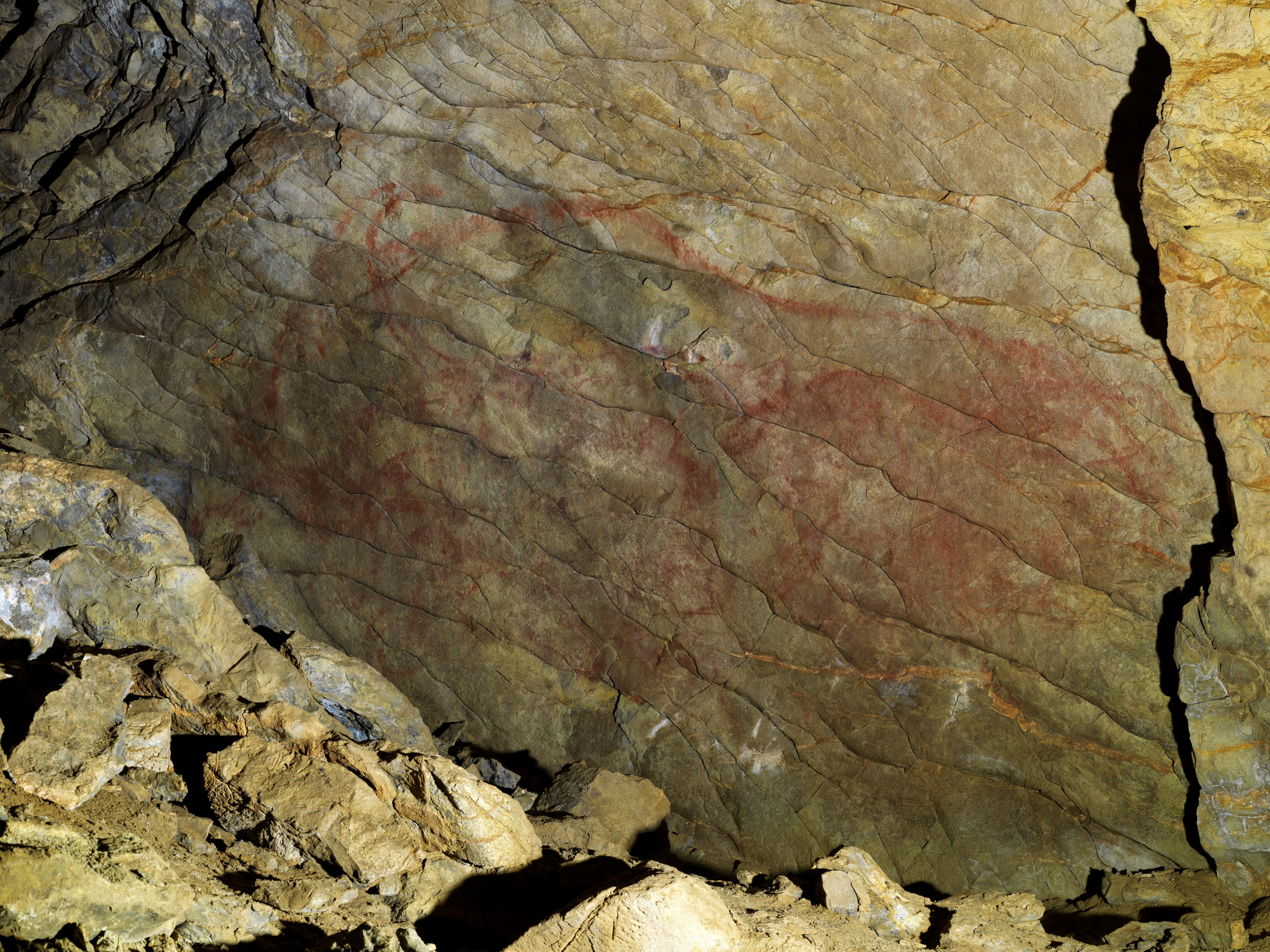
Pintura del supuesto bisonte rojo de casi tres metros de longitud

En la base de la sima de 10 metros de profundidad, situada al final de la galería, se encontraron en 1982 dos bisontes pintados. La pintura de estos bisontes está casi perdida. No se han descubierto más pinturas en esta parte de la cueva.
En una galería superior a la principal de la cueva, de difícil acceso, se encuentra una serie de pinturas de color rojo de difícil interpretación. Los expertos creen reconocer el dorso de un bisonte. Esta pintura de 3 metros de longitud sería la más grande de la cueva. Denominada Altxerri B, estas pinturas fueron datadas en un estudio de 2013 como las pinturas rupestres más antiguas en Europa, con una edad estimada de 39 000 años.